# The Orion
The Orion là một tòa nhà chọc trời nằm tại 350 West 42nd Street giữa Đại lộ số 8 và 9 trong khu phố Hell's Kitchen của Manhattan ở thành phố New York, bang New York, Hoa Kỳ. Tòa nhà cao 604 feet (184 m) so với mặt đường, bao gồm 551 căn hộ trên 58 tầng, và là tòa nhà cao thứ 128 ở New York. Mặc dù có chiều cao tương đối khiêm tốn đối với một tòa nhà chọc trời, tòa nhà chung cư này đã thống trị cảnh quan 42nd Street ở phía tây Quảng trường Thời đại kể từ khi hoàn thành vào tháng 9 năm 2005, và có tầm nhìn ra Thành phố New York theo mọi hướng.
Tòa nhà được thiết kế bởi công ty kiến trúc CetraRuddy, công ty cũng thiết kế cho tòa nhà One Madison Park.

## Sự cố đáng chú ý
Cheslie Kryst, người chiến thắng của cuộc thi Hoa hậu Mỹ 2019 sống ở tầng 9, đã nhảy lầu tự tử từ tầng 29 vào ngày 30 tháng 1 năm 2022. Cái chết của cô được xác định là tự tử.